# Autographa schalisema
Autographa schalisema är en fjärilsart som beskrevs av George Francis Hampson 1913. Autographa schalisema ingår i släktet Autographa och familjen nattflyn. Inga underarter finns listade i Catalogue of Life.